# Fatty e i suoi milioni
Fatty e i suoi milioni (Brewster's Millions) è un film perduto statunitense del 1921 diretto da Joseph Henabery e basato sull'omonimo romanzo di George Barr McCutcheon del 1902 e sul susseguente adattamento teatrale di Winchell Smith e Byron Ongley del 1906.

## Trama
I due nonni di Monte Brewster, uno ricco e l'altro un self-made man che si è fatto da solo, litigano su come crescere il bambino. La madre interviene e decide di crescere il bambino a modo suo, il che porta Monte a diventare impiegato in un ufficio navale all'età di 21 anni. A questo punto i nonni si riuniscono di nuovo: uno gli dà 1 milione di dollari e l'altro 4 milioni a condizione che alla fine di un anno Monte spenda il milione di dollari donatogli dall'altro nonno. Altre condizioni includono che sia completamente "al verde" alla fine di un anno, che non si sposi per cinque anni e che non riveli a nessuno l'accordo. Il giovane Brewster fa tutto il possibile per sbarazzarsi del denaro, ma tutto ciò che fa e le più azzardate occasioni che gli capitano si traducono in guadagni di più denaro per lui. Assume tre uomini per aiutarlo a spendere il denaro, ma questi sono troppo interessati a investirlo saggiamente. Questi assumono Peggy Gray per un incarico nell'ufficio di Monte, così da gestire i suoi affari e impedire che perda i suoi soldi. Peggy acquista alcune miniere in Perù e una nave che Monte ha noleggiato per una crociera di piacere viene utilizzata per raggiungere il Perù, ma non ci arriveranno mai. Salvano una nave in difficoltà e poi sono costretti a tornare indietro. All'ultimo minuto, Monte è al verde ma sposato con Peggy. Ma il recupero della nave salvata da Monte gli frutta 2 milioni di dollari e il governo peruviano prolunga il periodo di lavoro nelle miniere, così tutto ha un lieto fine.